# Сраковлє
Сраковлє (словен. Srakovlje) — поселення в общині Крань, Горенський регіон, Словенія. Висота над рівнем моря: 412,2 м.